# Tapeta

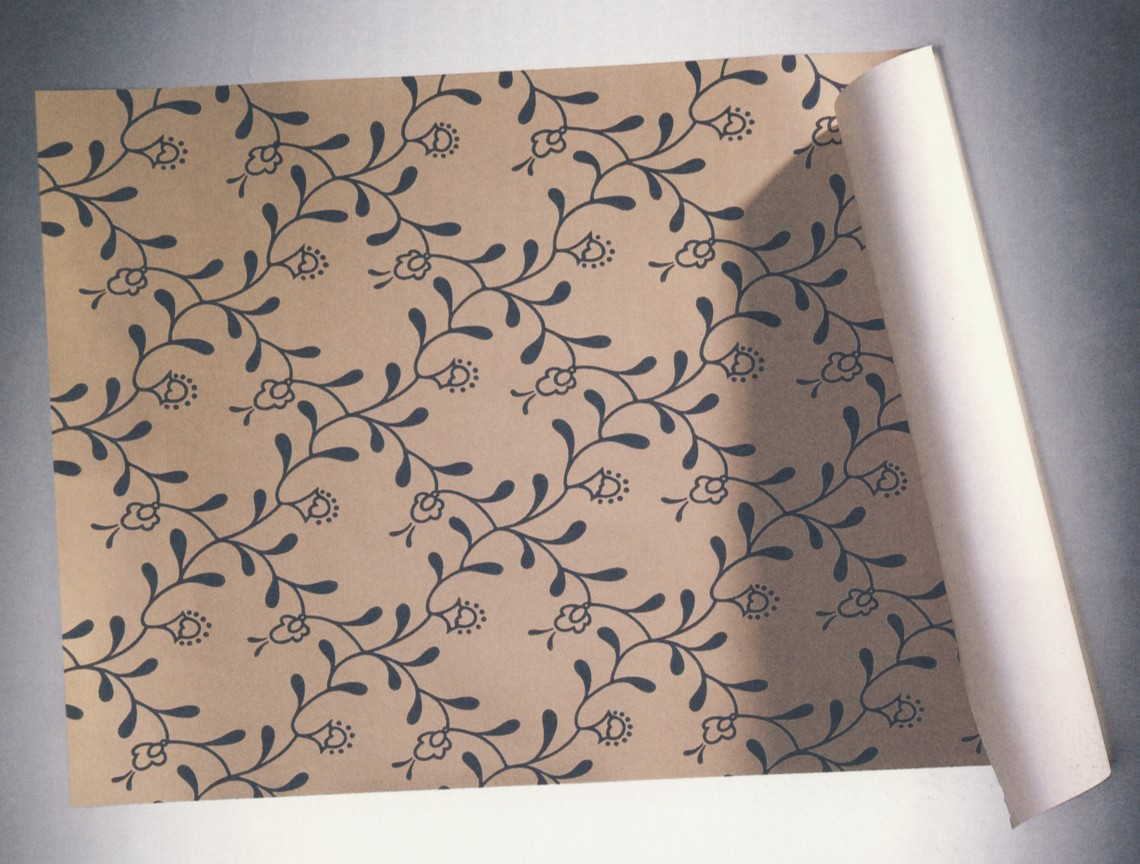
Papírová tapeta

Tapeta je přídavný dekorativní povrch, obvykle lepený na podklad, kterým bývají nejčastěji stěny budov a povrchy nábytku. Výhodou tapet je, že vydrží déle než barva a na slunci neblednou. Také se dají umývat a jsou odstranitelné beze zbytků. Tapety se mohou lepit na stěny nebo také na podlahu.

## Historie
Původně byly tapety vyráběny výhradně z kůží a upravované třemi základními technikami: malbou, puncováním (nejčastější úprava tapet z kozí kůže), nebo lisováním (nejčastější úprava tapet z telecí kůže). Od 17. století byly kožené tapety na trhu nahrazeny levnějšími textilními, nebo papírovými tapetami.

## Současné tapety
Na českém trhu existuje několik druhů tapet.
Papírové tapetyMezi papírové tapety patří tapety z potištěného, raženého a mačkaného papíru. Mohou být barevné, vzorované, hladké, i s ražbou. Nejkvalitnější jsou tzv. duplexní, dvojvrstvé ražené tapety. Kvalita papírové tapety se odvíjí od její hmotnosti. Lepidlo se nanáší na zadní stranu tapet. Cena papírových tapet je nízká, ale jejich aplikace je náročná.
Vinylové tapetyVinylové tapety se doporučují lepit na stěny, které jsou křivé nebo popraskané. Jsou vhodné do všech místností, včetně koupelny. Mohou se čistit omýváním. Lepidlo se nanáší na zadní stranu tapet.
Vliesové tapetyJsou nejnovějším druhém tapet. Jsou velmi oblíbené, protože se snadno lepí a jsou odolné. Lepidlo se nanáší pouze na zeď. Vliesové tapety se také dají snadno opravit.
Textilní tapetyTextilní tapety vypadají přirozeně a mají mnoho barevných variací. Jsou z obou stran pokryté vinylovým potahem, proto vydrží dlouho a zachovávají své rozměry.
Hedvábné tapetyHedvábné tapety jsou nejčastěji vyrobené z vinylu, ale působí hedvábným dojmem. Zadní strana je vyrobena buď z vliesu nebo papíru.
Speciální tapetyMohou být vyrobené z různých materiálů, např. korku, rákosu, veluru, koženky, atd.